# 安部元真
安部 元真（あんべ もとざね）は、戦国時代から安土桃山時代にかけての武将。今川氏、徳川氏の家臣。通称は大蔵尉。姓は安倍とも表記される。本姓は神氏。

## 略歴
安部信真の子として誕生。
駿河国の戦国大名今川氏に仕え、主君の今川義元より偏諱を賜り元真を名乗る。永禄3年（1560年）に桶狭間の戦いで義元が戦死して以降、弱体化しつつあった今川氏の領土に甲斐国の武田信玄が侵攻してくると（駿河侵攻）、元真は駿府で迎え撃つが敗れ自領に退散した。今川氏滅亡後は流浪の末に徳川家康に仕え、遠江国伯耆塚城に入城し、仇敵・武田氏と戦い、諸戦で戦功をあげた。
子・信勝も家康に仕え戦功を挙げ、孫の信盛以降安部氏は譜代大名として栄えた。